# Tranvia Sassi-Superga
La tranvia Sassi–Superga (meglio nota come Dentiera o, in piemontese, Dentera) è una linea tranviaria collinare a cremagliera di Torino, gestita dal GTT. Collega il quartiere precollinare di Sassi con la collina di Superga a un'altitudine di 672 metri.
Sulla sommità del colle, uno dei più alti della Collina Torinese, si trova l'omonima basilica, da cui si gode un notevole panorama sulla città attraversata dai fiumi Po e Dora, con lo sfondo dell'intero arco alpino.

## Storia

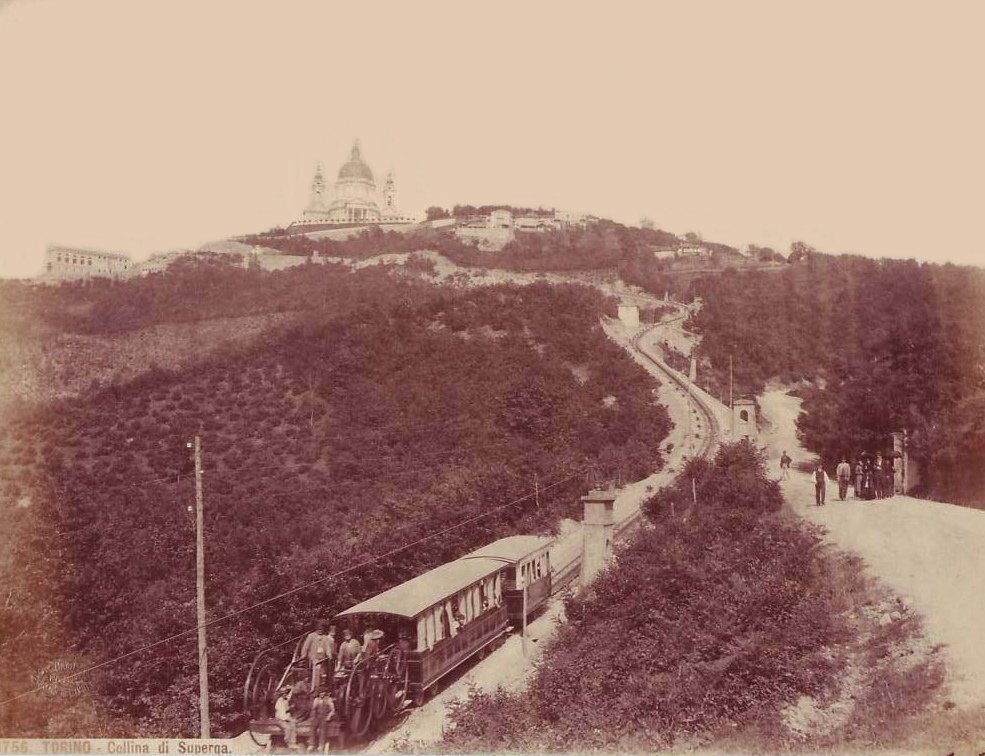
La "dentera" nel 1910

Dopo un anno di lavori, la linea venne inaugurata il 27 aprile del 1884, in concomitanza con l'edizione torinese dell'Esposizione generale italiana, come prima funicolare a vapore adottante il sistema Agudio. Esso consisteva in un cavo di acciaio che, scorrendo accanto al binario, azionava due grandi pulegge a lato del convoglio che, a loro volta, muovevano gli ingranaggi che insistevano sulla cremagliera centrale. La forza di trazione era prodotta da un motore a vapore che azionava l'argano.
A causa della vetustà degli impianti, nell'autunno del 1934 la linea fu chiusa per un loro totale rinnovo; l'originario sistema Agudio fu sostituito con l'ormai consolidata tecnologia a cremagliera senza fune con trazione elettrica. La nuova tranvia venne inaugurata il 16 aprile 1935 con avvio del servizio regolare il giorno successivo. I lavori furono condotti a cura del TIBB e delle Officine Savigliano.
Caduta in disuso negli anni settanta, la cremagliera venne riattivata negli anni ottanta, dopo la necessaria manutenzione e restauro delle vetture, tornando ad essere una delle principali attrazioni turistiche del capoluogo piemontese.
All'ingresso della stazione Sassi è presente una rappresentazione della massima pendenza a cremagliera della tranvia, ideata e realizzata nell'aprile 2010 dall'allora Capo Tecnico GTT Michele Scalera. 

## Caratteristiche
| Urban head station |

| Unknown route-map component "uTUNNEL1" |

| Unknown route-map component "upHST" |

| Unknown route-map component "uTUNNEL1" |

| Unknown route-map component "upBHF" |

| Unknown route-map component "upHST" |

| Urban End station |

La linea utilizza una cremagliera Strub a binario unico: si sviluppa su 3.100 metri con uno scartamento ordinario di 1.435 mm, che tuttavia consente di superare agevolmente il dislivello di 425 metri con una pendenza massima del 21% nell'ultimo tratto. La linea è elettrificata con una terza rotaia a 600 V a corrente continua.
La linea comprende 2 ponti e 2 gallerie. Esistono lungo la linea, 3 fermate intermedie, eseguite solo su richiesta dei passeggeri ("Prima galleria", "Raddoppio" e "Pian Gambino")
Si tratta dell'unico esempio italiano di tranvia a cremagliera, nonché uno dei pochi rimasti nel mondo intero.

## Corse
Le corse, all'orario valido da aprile 2023, sono impostate dal lunedì al venerdì (eccetto il mercoledì) dalle 10:00 alle 18:00 da Sassi e dalle 10:30 alle 18:30 da Superga. Per quanto riguarda sabato, domenica e i giorni festivi, le corse sono impostate dalle 9:00 alle 20:00 da Sassi e dalle 9:30 alle 20:30 da Superga.
In entrambi i casi la cadenza è oraria. 
Il mercoledì la tranvia non è in servizio, ma si può raggiungere Superga con la linea di bus 79/.

## Materiale rotabile

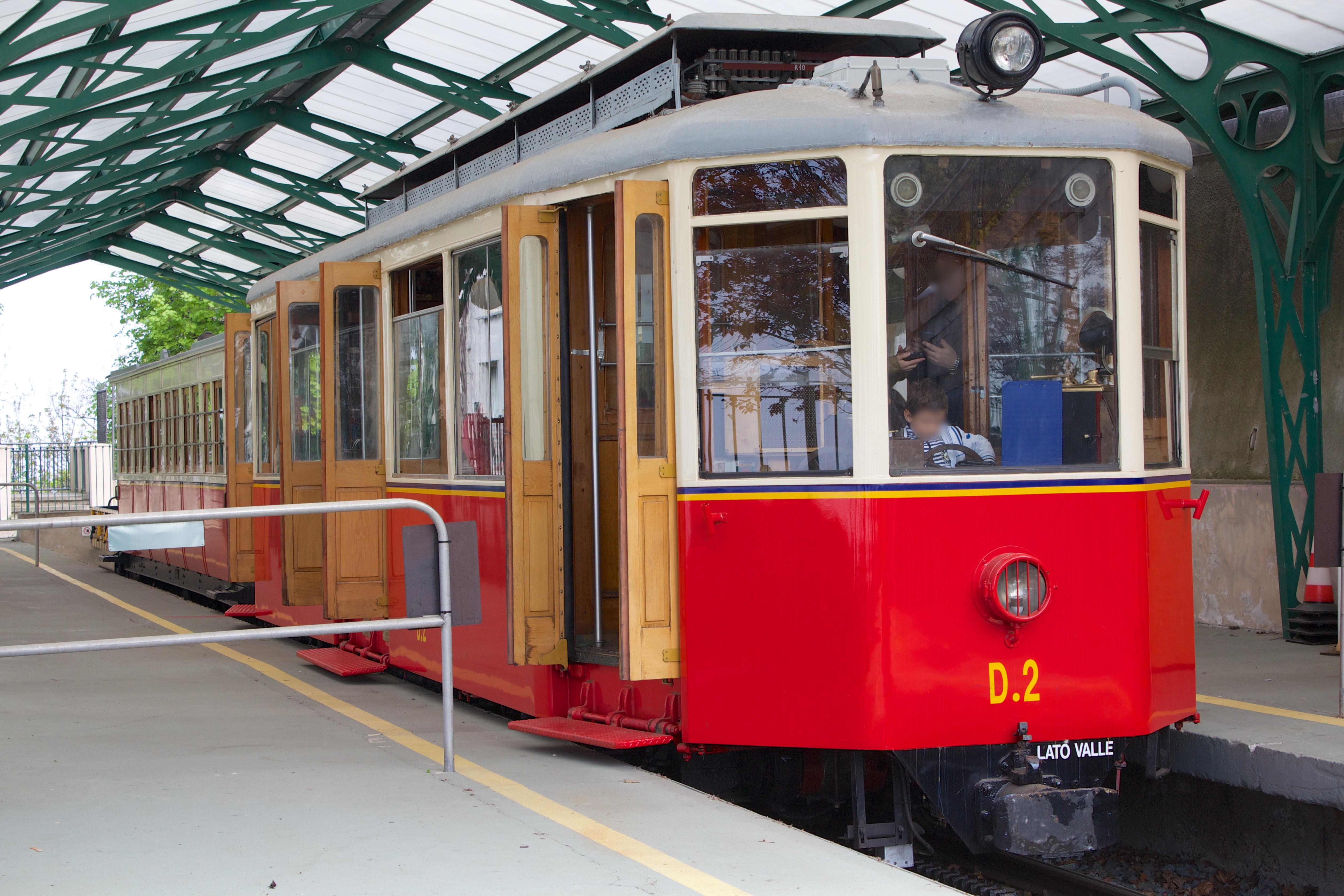
Convoglio in attesa della partenza alla stazione Superga

Con una velocità massima di 14 km/h, ogni convoglio impiega approssimativamente sedici minuti per completare il tragitto tra le due stazioni.
La tranvia dispone di tre elettromotrici, la D1 a 2 assi, poco usata per le ridotte dimensioni e per via del passo di 4 metri (limite fisico della linea) che usura il binario, e le D2 e D3 a carrelli (a 4 assi); risalgono al 1934, anno di trasformazione della linea da funicolare a cremagliera elettrica. Tutte le motrici sono a ruote libere, quindi non collegate ai motori, che muovono solo le ruote dentate. Le carrozze rimorchiate sono quattro: D11 e D12 chiuse, D13 e D14 aperte; risalgono all'apertura della linea nel 1884 ed oggi sono ancora in uso, rendendole le più anziane in regolare servizio in Europa. Il deposito presente alla stazione Sassi non ha cremagliera, né terza rotaia elettrificata; le motrici vengono quindi manovrate con l'ausilio di un veicolo tranviario di servizio, la T450, alimentato tramite pantografo dalla linea aerea. 

### Prospetto di sintesi
| Unità   | Tipo           | Anno di acquisizione | Rodiggio | Note |
| ------- | -------------- | -------------------- | -------- | --- |
| D1      | Elettromotrice | 1934                 | 2 assi   | Utilizzata come riserva per via delle ridotte dimensioni e per via del passo molto lungo di 4 metri, che usura notevolmente il binario |
| D2÷D3   | Elettromotrici | 1934                 | 4 assi   | Motrici maggiormente utilizzate della linea                                                                                            |
| D11÷D12 | Rimorchiate    | 1884                 | 4 assi   | Essendo datate 1884, sono i rotabili più anziani normalmente in servizio in Europa                                                     |
| D13÷D14 | Rimorchiate    | 1884                 | 4 assi   | Aperte, modello "giardiniera" |
| S11÷S12 | Carri          |                      |          | Per trasporto biciclette e materiali                                                                                                   |
| T450    | Locomotiva     | 1957                 | 2 assi   | Utilizzata per manovre a Sassi |

## Galleria d'immagini

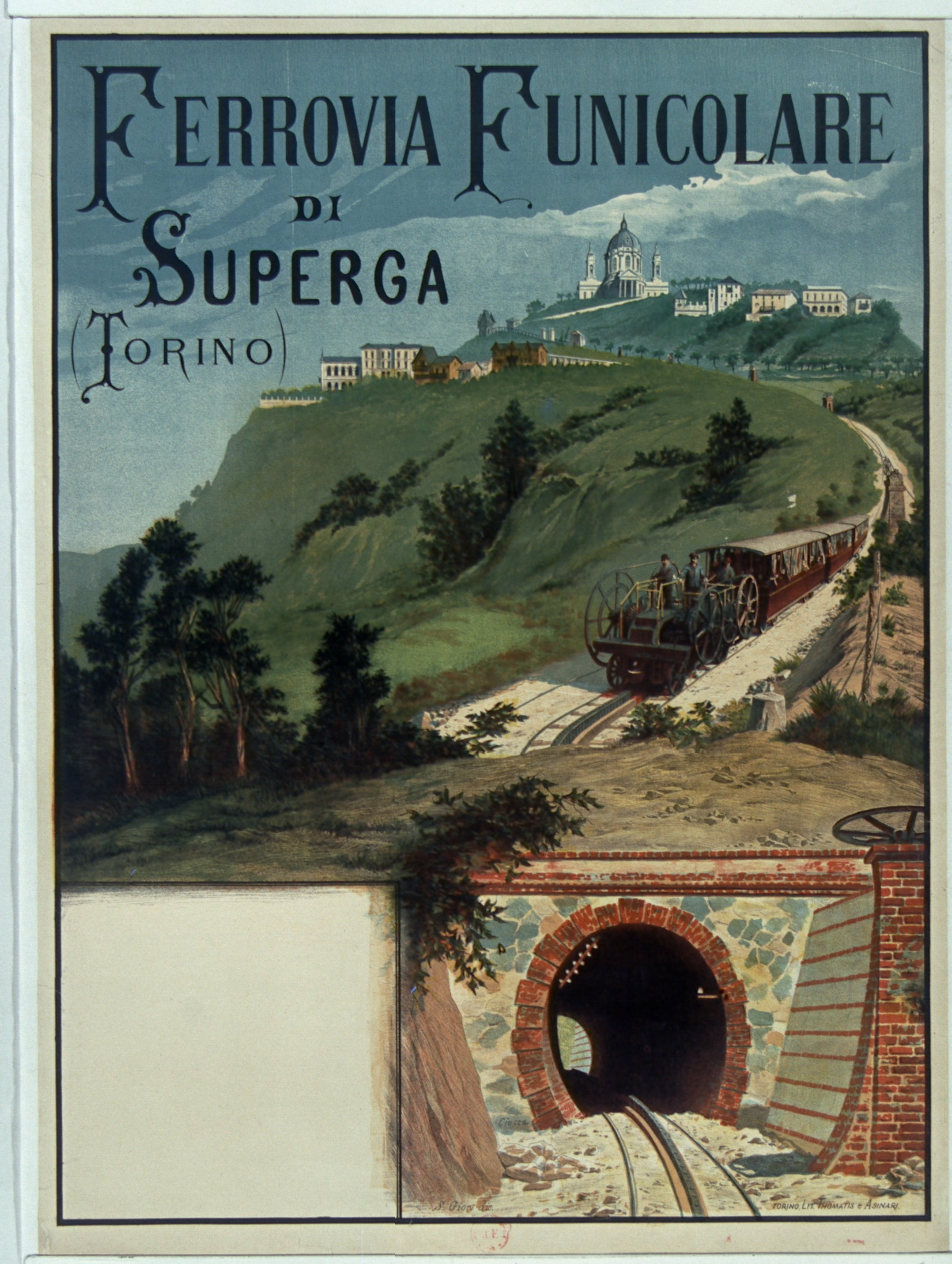
Manifesto del 1890
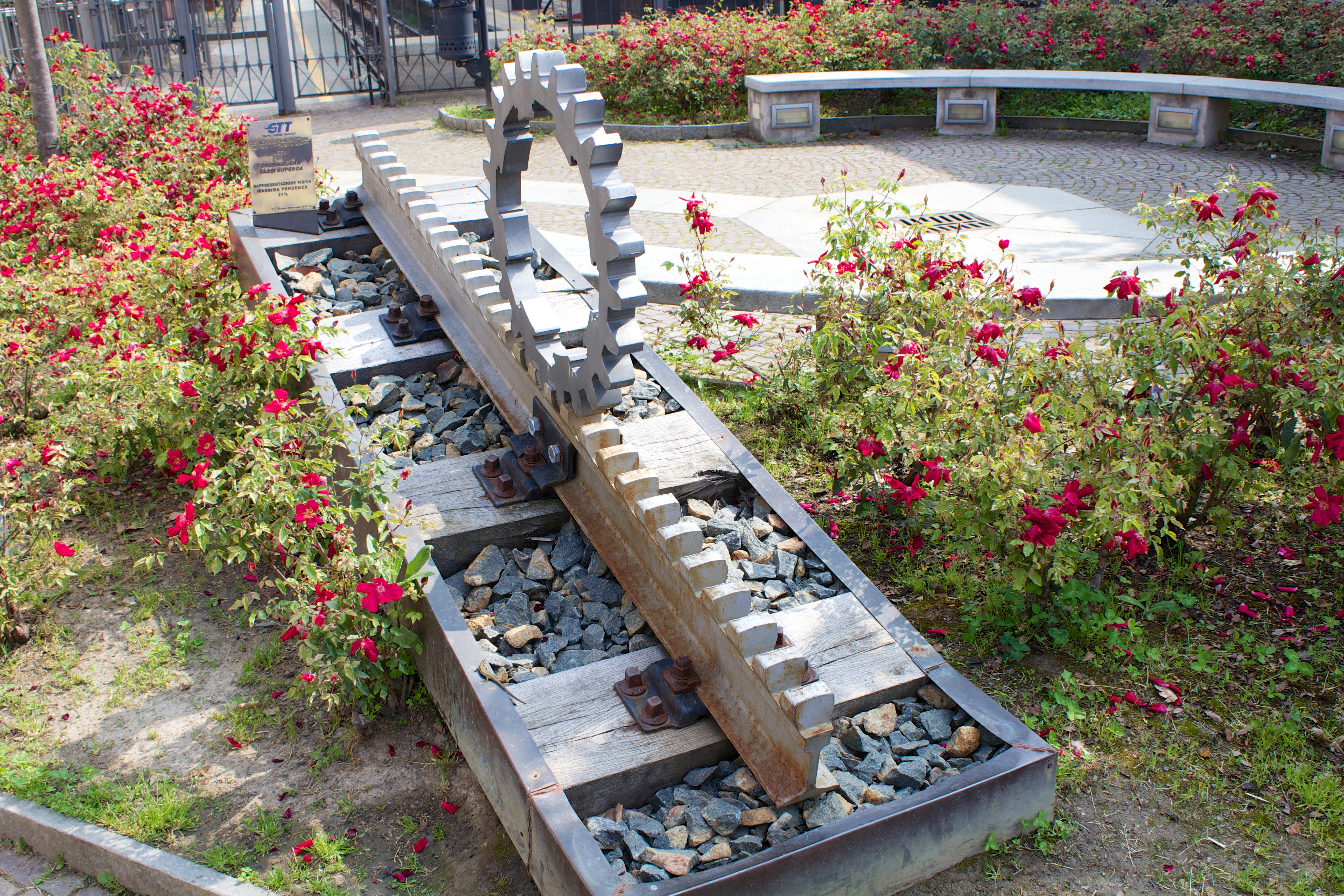
Monumento alla cremagliera, all'ingresso della stazione Sassi, ideato e realizzato da Michele Scalera, capo tecnico GTT nativo di Altamura, ma torinese di adozione
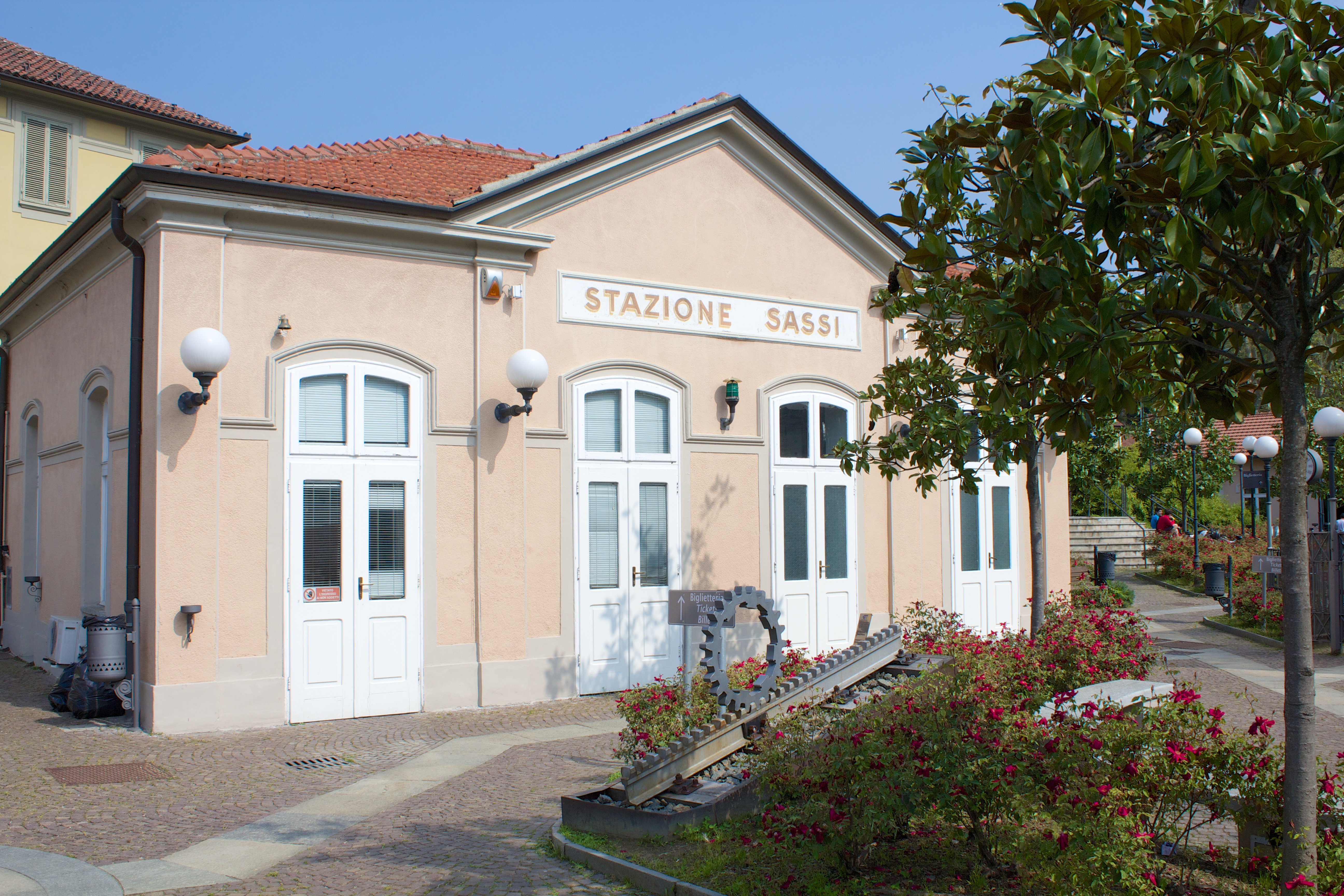
Edificio di servizio della stazione Sassi
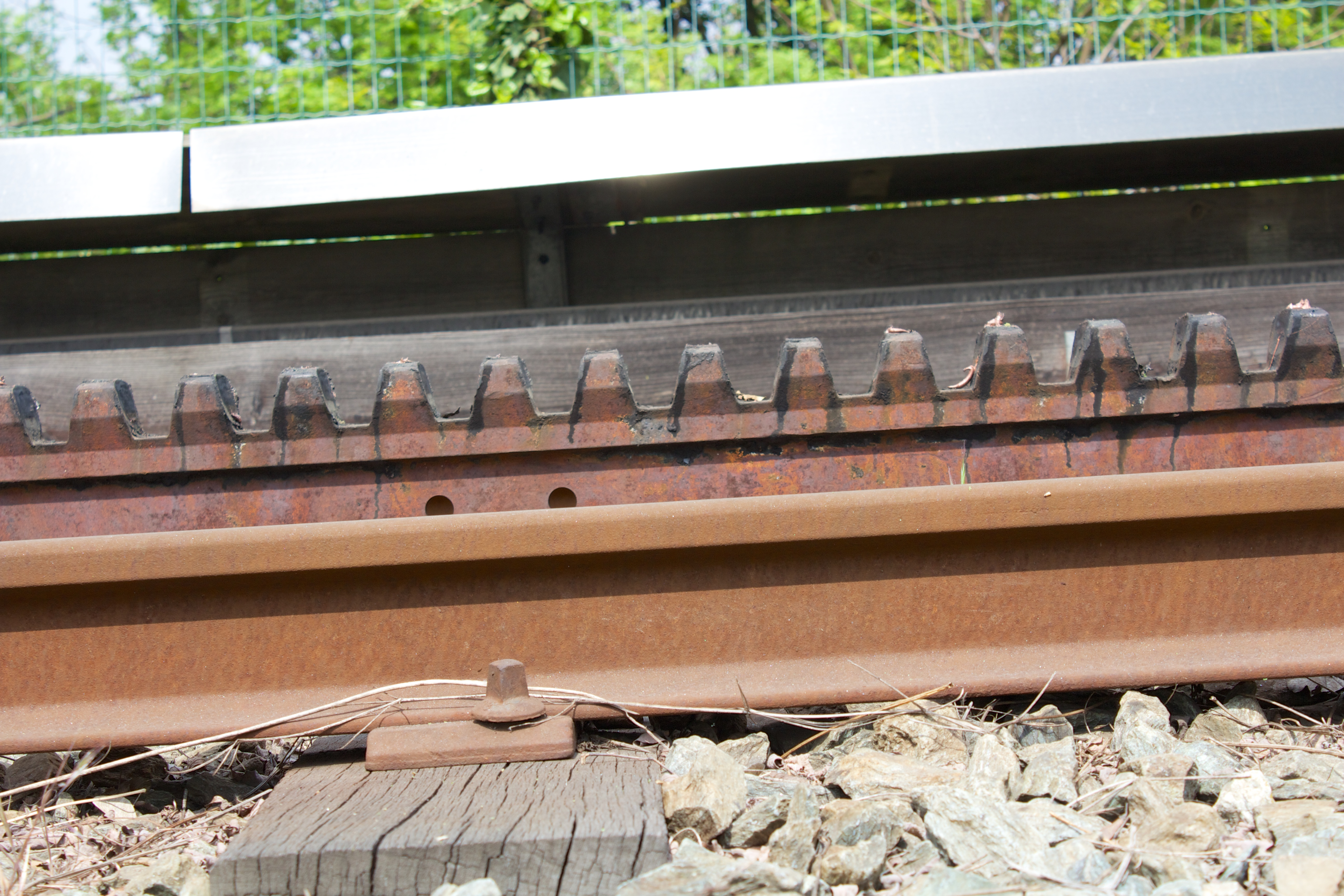
Dettaglio della cremagliera
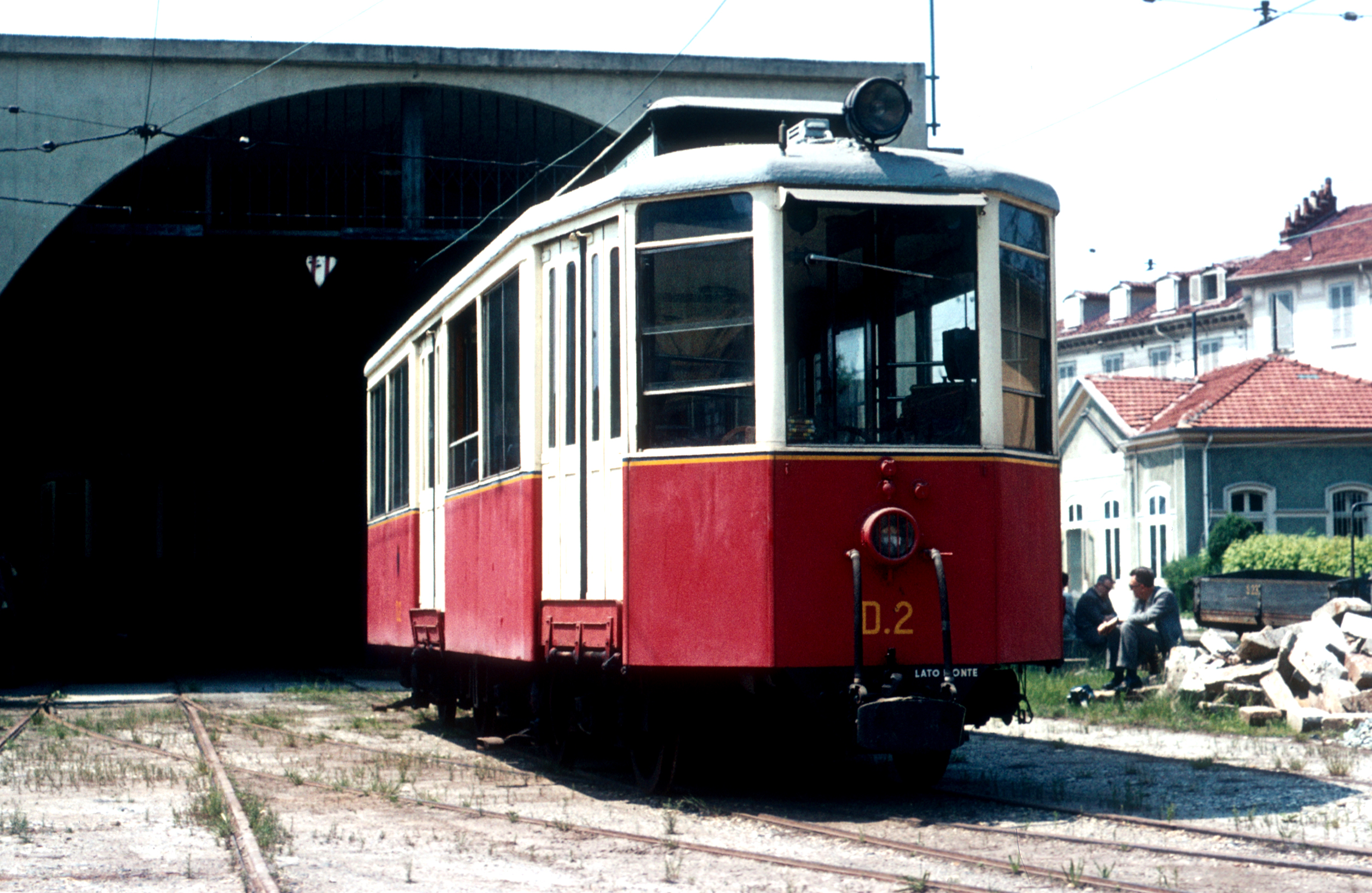
Una delle vetture del convoglio